# Lamberto Ceserani
Lamberto Giovanni Ceserani (Milano, 29 giugno 1953 – 15 febbraio 2025) è stato un danzatore su ghiaccio italiano.

## Biografia
La sua compagna di danza è stata Matilde Ciccia. Con lei ha rappresentato l'Italia ai Giochi olimpici invernali di Innsbruck 1976, dove ha concluso al 6º posto.

## Risultati
| Internazionali            | Internazionali | Internazionali | Internazionali | Internazionali | Internazionali | Internazionali | Internazionali |
| Evento                    | 1969–70        | 1970–71        | 1971–72        | 1972–73        | 1973–74        | 1974–75        | 1975–76        |
| ------------------------- | -------------- | -------------- | -------------- | -------------- | -------------- | -------------- | -------------- |
| Giochi olimpici invernali |                |                |                |                |                |                | 6°             |
| Campionati mondiali       |                | 16°            |                | 11°            | 8°             | 5°             |                |
| Campionati europei        | 11°            | 12°            | 12°            | 8°             | 6°             | 5°             | 6°             |
| Skate Canada              |                |                |                |                |                |                | 3°             |
| Nazionali                 |                |                |                |                |                |                |                |
| Campionati italiani       | 1°             | 1°             | 1°             | 1°             | 1°             | 1°             | 1°             |